# General Electric J31
Pour les articles homonymes, voir J31.
Le General Electric J31 fut le premier turboréacteur opérationnel produit aux États-Unis et également le premier à avoir été produit en série.

## Conception et développement
Le J31 était essentiellement une version de production du W.1 de Franck Whittle, qui fut envoyé aux États-Unis après les succès de la mission Tizard. La longue expérience de la firme General Electric dans la production de compresseurs, élément essentiel d'un turboréacteur, en fit une cible de choix pour l'attribution du rôle de production du nouveau moteur, qui fut initialement désigné I-16. I-A était quant à lui le nom du prototype original. L'United States Army Air Forces (USAAF) décida plus tard de standardiser toutes les appellations de ses moteurs, et l'I-16 devint J31.
Sa production démarra en 1943, afin d'équiper le P-59 Airacomet, et à l'heure de l'arrêt de la production, en 1945, un total de 241 exemplaires avaient été produits. Le concept de base de ce moteur fut également employé pour produire le I-40, d'une poussée de 17,8 kN, mais ce concept fut transféré à la firme Allison, sous le nom de J33, au grand dam de General Electric. Un autre dérivé du J31, le I-20, dont la désignation devint J39, fut commandé mais ensuite annulé.

## Caractéristiques
Comme le W.1, le moteur I-16 produisait une poussée de 7,3 kN et avait une masse d'environ 320 kg. Il brûlait du kérosène (AN-F32) ou de l'essence à indice d'octane 100 à 130. Sa lubrification était assurée par des jets sous pression, un carter sec et un système de filtration.

## Applications
- Bell P-59 Airacomet
- Ryan FR Fireball
- Ryan XF2R Dark Shark

## Utilisateur
- États-Unis

## Survivants
Un J31 est visible en exposition au New England Air Museum, à l'aéroport international Bradley, à Windsor Locks, dans le Connecticut.